# Cairo Salim
Cairo Salim Marcelino Lopes (Goiânia, 3 de outubro de 1983) é um empresário e político brasileiro, filiado ao Partido Social Democrático (2011). Em 2018, foi eleito deputado estadual em Goiás com 18 579 votos (0,60% dos votos válidos).